# Bengt Jansson (läkare)
Bengt Ivar Jansson, född 1 november 1932 i Göteborgs Annedals församling, död 11 juni 2009 i Johannes församling, Stockholm, var en svensk psykiater. 
Jansson blev medicine licentiat 1956, medicine doktor vid Göteborgs universitet 1964 på avhandlingen Psychic Insufficiencies Associated with Childbearing och docent i psykiatri där samma år. Han blev överläkare vid psykiatriska kliniken på Huddinge sjukhus 1974, professor i psykiatri vid Karolinska institutet 1976 och gick i pension 1997. Han var huvudredaktör för Nordisk psykiatrisk tidsskrift 1972–1979 och blev ledamot av Socialstyrelsens vetenskapliga råd 1975. Han författade skrifter i klinisk psykiatri.
Han var från 1958 till hustruns bortgång gift med läkaren Linnéa Olsson (1932–2003). Makarna är begravda på Skogskyrkogården i Stockholm.